# 藤井陣内のザ・レジェンド
藤井陣内のザ・レジェンド（ふじいじんないのザ・レジェンド）は、朝日放送で2007年7月7日より2009年3月28日まで毎週土曜日深夜の24:30～25:00（JST、特別番組などの編成で遅延の場合あり）に放送されていたバラエティ番組である。字幕放送。

## 概要
- 藤井隆と陣内智則が、その日の気分で関西の街を散策していく番組。基本的に関西ローカルの放送だが、番組販売の形で他地域にネットされている。
- 毎日放送で放送されている深夜番組『ごぶごぶ』のコンセプトに近い。
- 地上波デジタル放送（ハイビジョン放送）では、画角16:9の標準画質のハイビジョン制作。
- 番組初期のプロデューサーは、『探偵!ナイトスクープ』や『ナイトinナイト木曜日・ビーバップ!ハイヒール』などを高視聴率番組にまで育て上げた矢澤克之。それゆえ業界の中ではかなりの期待をもって注目されている。内容は極力ナレーションを排し現場の臨場感を伝える手法。これは矢澤プロデューサーが育て上げた『探偵!ナイトスクープ』にも通じるものだが、出演タレントの差や番組のコンセプトなどの違いから『探偵!ナイトスクープ』とはまた違う味が出されている。
- 制作局の朝日放送では、土曜ナイトドラマ「初恋net.com」が放送されていた時期に、30分繰り下がって25:00～25:30へ移行していたが、2008年1月より再び現在の24:30～25:00からの放送になった。
- 深夜番組でありながらも安定した視聴率であったが、朝日放送の広告収入減少による経費削減により制作費の捻出が出来なくなったこともあり、2009年3月28日にて放送終了した。なお、この番組と同じコンセプトで、出演者を一新した『地元応援バラエティ このへん!!トラベラー』（朝日放送とKYORAKU吉本.ホールディングスの共同製作）が後番組として2009年5月9日よりスタートしている[1]。

## 出演者
- 藤井隆
- 陣内智則
- アリスン（大阪NSC29期生）

## 過去の放送
- 2007年7月7日、14日 - 大阪市大正区
- 2007年7月28日、8月11日 - 兵庫県淡路島
- 2007年8月18日、8月25日 - 東大阪市
- 2007年9月1日、9月8日 - 京都市左京区京都大学熊野寮
- 2007年9月15日、9月22日 - なんばグランド花月
- 2007年9月29日 - なんば・味園ビル
- 2007年10月6日、10月13日 - 平野区のカフェ
- 2007年10月20日、10月27日 - 明石
- 2007年11月3日、11月10日 - 関空
- 2007年11月17日、11月24日 - 尼崎
- 2007年12月1日、12月8日 - 大阪芸大
- 2007年12月15日 - 総集編
- 2008年1月12日 - 大阪市福島区（ABC新社屋界隈）
- 2008年1月19日、1月26日 - 東大阪市石切駅・石切剣箭神社界隈
- 2008年2月2日、2月9日 - 八尾
- 2008年2月16日、2月23日 - 大和郡山
- 2008年3月1日、3月8日 - 旭区
- 2008年3月15日、3月22日 - 松屋町
- 2008年3月23日 - 沖縄（スペシャル）
- 2008年3月29日 - 未公開映像スペシャル
- 2008年4月5日、4月12日、4月19日 - 高知
- 2008年4月26日、5月3日 - 野田
- 2008年5月10日、5月17日 - 関西外大
- 2008年5月24日、5月31日 - 京橋
- 2008年6月7日、6月14日 - 十三
- 2008年6月21日 - 京都
- 2008年6月28日 - 京大熊野寮リターンズ
- 2008年7月5日、7月12日 - 中崎町
- 2008年7月26日 - レジェンド総集編
- 2008年8月9日、8月16日、8月23日 - 関大
- 2008年8月30日、9月6日 - 生野区
- 2008年9月13日、9月20日、9月27日 - 甲子園
- 2008年10月4日、10月11日 - 九条
- 2008年10月18日、10月25日 - 淀川区
- 2008年11月8日 - 帝塚山
- 2008年11月15日、11月22日、11月29日 - 上方落語
- 2008年12月6日 - 京都
- 2008年12月13日 - 総集編
- 2008年12月20日、1月10日 - 必殺仕事人2009
- 2009年1月17日、1月24日 - 鳥取
- 2009年1月31日、2月7日 - 浅草芸人
- 2009年2月14日、2月21日、2月28日 - 月亭八方 還暦伝説
- 2009年3月7日、3月14日、3月21日 - 藤井隆バースデー
- 2009年3月28日 - お別れパーティー

## スタッフ
- ナレーター：喜多ゆかり（ABCアナウンサー）
- 構成：萩原芳樹
- 監修：林敏博（ビーダッシュ）
- ブレーン：米井敬人、青木陽幸、萩原誓紀、東雲信介
- カメラ：広江健志、北篠宏哉、井上勇人
- 音声：若林直樹、虎城正仁
- 編集：加田晃紀、太田充洋
- MA・音効：黒澤秀一
- 美術：岩倉秀和
- ヘアメイク：塚越めぐみ
- スタイリスト：f・i・j（藤井担当）、プランニングカンパニー柿本、MORE
- 番宣：岡崎由記（ABC）
- デスク：岡由子（ABC）
- AD（アシスタントディレクター）：山下浩司・朝日源（ABC）、廣田弥生、越智勝也、松田真奈、影山輝之
- ディレクター：吉本貴雄・梶原英明・佐藤真澄（ABC）、谷垣和歌子、西谷公太
- 演出：田中和也（ABC）
- プロデューサー：藤田和弥・矢澤克之（ABC）、宮本雄宇・阪口知里（よしもとクリエイティブ・エージェンシー）
- チーフプロデューサー：岩城正良（ABC）
- スタッフ協力：アイ・ティ・エス、ファンズプロダクション ／ 東通、イングス、戯音工房、つむら工芸
- 制作協力：吉本興業
- 製作著作：ABC

## ネット局
| 放送対象地域 | 放送局                    | 系列           | 放送曜日及び放送時間    | 放送日の遅れ |
| ------------ | ------------------------- | -------------- | ----------------------- | ------------ |
| 近畿広域圏   | 朝日放送（ABC）【制作局】 | テレビ朝日系列 | 土曜 24時30分～25時00分 | -----        |
| 秋田県       | 秋田朝日放送（AAB）       | テレビ朝日系列 | 月曜 24時45分～25時15分 | 9日遅れ      |
| 青森県       | 青森朝日放送（ABA）       | テレビ朝日系列 | 水曜 24時45分～25時15分 | 18日遅れ     |
| 石川県       | 北陸朝日放送（HAB）       | テレビ朝日系列 | 土曜 24時30分～25時00分 | 21日遅れ     |
| 北海道       | 北海道テレビ（HTB）       | テレビ朝日系列 | 火曜 25時40分～26時10分 | 38日遅れ     |
| 愛媛県       | 愛媛朝日テレビ（eat）     | テレビ朝日系列 | 木曜 25時16分～25時46分 | 75日遅れ     |
| 山口県       | 山口朝日放送（yab）       | テレビ朝日系列 | 日曜 26時05分～26時35分 | ??日遅れ     |

## トラブル
番組取材中に暴力団幹部が恐喝未遂
2009年1月14日、本番組プロデューサーが東京･浅草の路上で本番組を収録中、暴力団幹部から「誰に許可を取って取材しているのか」「酒の1本でも持って来い」などと因縁を付けられて金品を要求された。同日、このプロデューサーは日本酒1本を持参してこの幹部の事務所を訪ねる途中、道を尋ねようと警視庁浅草署の交番へ寄って経緯を説明したために事件が発覚し、同署は容疑者の幹部を恐喝未遂容疑で逮捕した。